# Sun Tzu
Sun Tzu (孫子; pinyin: Sūn Zǐ ), også skrevet som: Sun-Tsu, Sun Tse, Sunzi, Sun Zi (på sin egen tid blev han kaldt "Sun-Wu"), levede omkring år 500 f.Kr. i den kinesiske stat Wu (吳). Han var general og militærstrateg.
Hans bog Krigskunsten (兵法; pinyin: bīngfǎ) bliver anset for at være det tidligste værk om militær strategi og er endnu i dag et af de mest betydningsfulde på området. Både formand Mao og Ho Chi Minh læste og brugte bogens anvisninger, hvor en af de mest berømte (men ofte oversete) er den, at man altid skal lade en overvunden fjende beholde en åbning, så han kan trække sig bort.

## Eksternt link
- The Art of War Arkiveret 17. november 2004 hos  Wayback Machine oversat til engelsk af Lionel Giles (1910), Project Gutenberg udgave med betragtelig (men gammel) tekst om Sun Tzu
- The Art of War Arkiveret 15. oktober 2004 hos  Wayback Machine, Project Gutenberg (original på kinesisk)